# El Biaix
El Biaix és una masia catalogada com a monument del municipi de Vilanova de Sau (Osona) inclòs en l'Inventari del Patrimoni Arquitectònic Català.

## Descripció
És una masia de planta rectangular coberta a dues vessants i amb el carener perpendicular a la façana, la qual es troba orientada a migdia. Consta de planta baixa i primer pis. La façana presenta un portal rectangular descentrat del cos de l'edificació i amb llinda de fusta. També es distribueixen quatre finestres de diverses dimensions i disposades asimètricament. A la part dreta de migdia s'hi adossa una edificació rectangular d'un sol pis i coberta a una vessant. A ponent s'hi adossa un altre cos, a llevant també se n'hi afegeix un altre. A tramuntana, sota un cobert de construcció recent, hi ha tres contraforts, el del centre és de forma arrodonida i arriba només a mig mur. És construïda en granot vermell unit amb calç i fang. Els escaires són de pedra picada de color gris blanquinós. A la part oest hi ha una gran pica de granit, compartimentada. A la part SE, l'angle, hi ha una xemeneia. L'estat de conservació és bo, atès que s'ha restaurat.

## Història
Masia situada dins de la demarcació de la parròquia de Vilanova de Sau, dins del terme civil de Sau. Aquest terme a partir del s. XVI comença a experimentar un creixement demogràfic que culminà als segles xviii i xix. Amb el període comprès entre aquests quatres segles passa de tenir 2 masos a tenir-ne 101. És fàcil que el Biaix es construís durant aquest període. Hi apareix en el nomenclàtor de 1892.